# 2차 보안 검색 대상

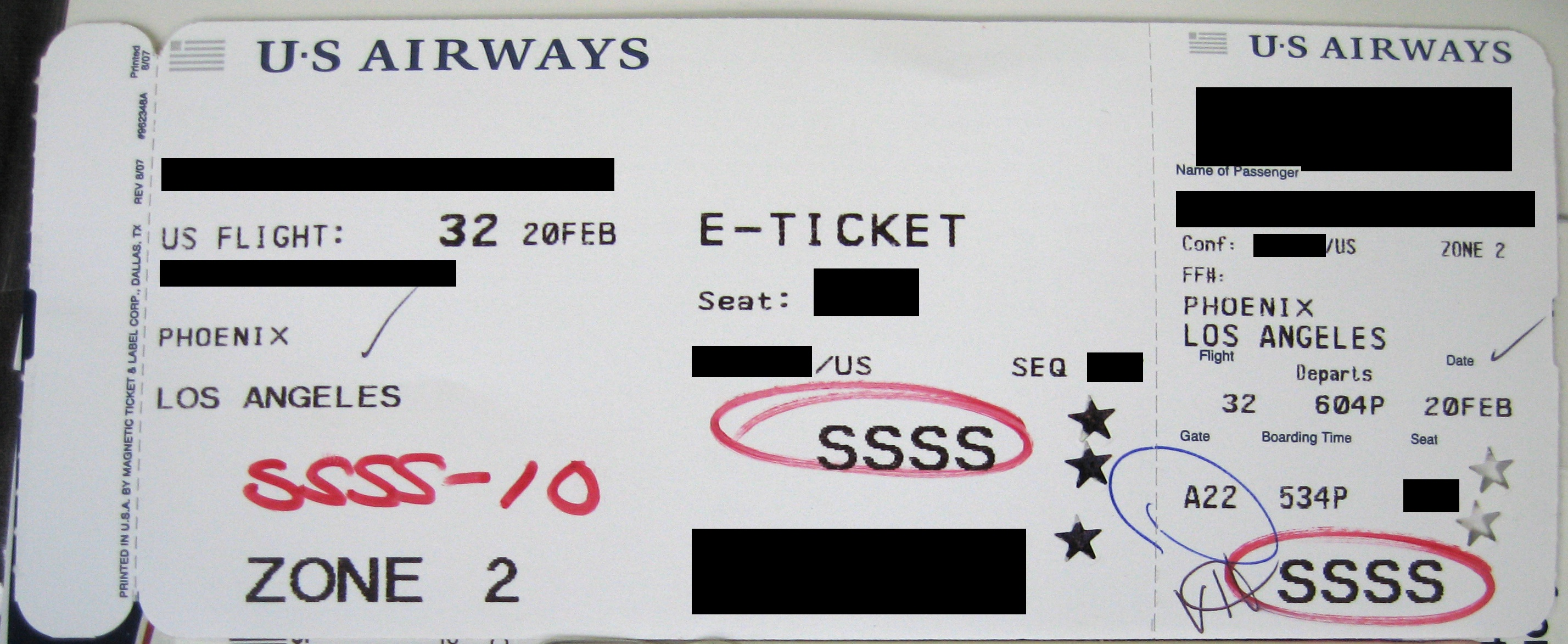
2차 보안 검색 대상으로 선정된 승객의 탑승권.

2차 보안 검색 대상(Secondary Security Screening Selection, 두문자어: SSSS)은 추가적인 검사를 위해 승객을 선별하는 미국 내 공항 보안 기준이다. 이렇게 선별된 승객들은 Selectee, Automatic Selectee 또는 Selectee list로 호칭된다. 이 목록의 이름의 수는 유동적이며 기밀에 속하지만 미국 교통안정청(TSA)에 따르면 수천 수만 명의 이름이 등재되어 있다고 명백히 밝힌 적이 있다.
시민자유 단체들은 이러한 선정자 목록은 사생활 권리 침해, 잠재적 인종, 민족 차별 등의 문제가 있다고 주장한다.

## 선정 시 절차
2차 보안 검색 대상으로 선정된 승객들은 집에서 탑승권을 출력할 수 없고 키오스크에서 체크인하지도 못한다. 항공사 직원이 추가 확인을 수행하는 카운터에서 체크인해야 한다. 승객들은 자신들의 탑승권에 SSSS 또는 S*(모두 대문자) 문자를 받게 되며 이는 체크포인트에서 수색을 받을 필요가 있다는 신호이다. 사우스웨스트 항공의 경우 2차 보안 검색 대상자들은 자신들의 항공권에 체커보드 패턴을 포함할 수 있다.
SSSS 승객들은 강도가 더 센 수색을 경험하며 강화된 몸 수색이 포함된다. 휴대한 짐 또한 수동으로 수색을 받을 수 있다. 엑스선을 통과하지 못하는 영화 및 기타 물품들의 경우 요원이 잠재적인 폭발물에 대한 테스트를 수행할 수 있다. 또, 검색 수행자는 휴대용 금속 탐지기를 사용하여 승객의 금속 물질을 수색할 수 있다.

## 선정 기준
TSA든 항공사든 추가 보안 검색이나 탑승이 거부될 승객들을 식별하기 위해 탑승권이 발행될 때 사용되는 기준을 게시하지 않고 있다.
일부 기준은 다음과 같다:
- 편도 예약을 한 승객.[8]
- 탑승권을 현금으로 구매한 승객.[9]
- 임의 선별 (2004년 TSA의 여성 대변인 Amy Von Walter[5] 및 ACLU의 워싱턴주 부서의 언급[2]에 따르면)

미국 교통안전청(TSA)은 선정자에 대해 비행 금지 승객 명단에 어떠한 사소한 것도 나열하지 않는다고 주장하였다. 그러나 2017년 7월 기준으로 목록에 등재된 사람과 비슷한 이름 등의 사소한 사항이 탑승권을 취득하는데 어려움을 주고 있으며 추가적인 보안 검색 대상이 되고 있다.

## 같이 보기
- 비행 금지 승객 명단(No Fly List)